# Удленд Парк
Удленд Парк (на английски: Woodland Park) е град в окръг Телър, щата Колорадо, САЩ. Удленд Парк е с население от 6515 жители (2000) и обща площ от 14,7 km². Намира се на m надморска височина. ЗИП кодът му е 80863, 80866, а телефонният му код е 719.